# Bardengau
Der Bardengau ist eine historische Landschaft, die sich im Mittelalter in etwa über das Gebiet der heutigen Landkreise Lüneburg und Uelzen sowie die angrenzenden Teile der Landkreise Harburg, Lüchow-Dannenberg und des Heidekreises erstreckte. Hauptort war vermutlich Bardowick. Mit der Alten Salzstraße von Lüneburg nach Lübeck und ihrem Elbübergang bei Artlenburg und der gegenüberliegenden Ertheneburg führte ein bedeutender mittelalterlicher Verkehrsweg vom Bardengau in den Ostseeraum.
Nach älterer Auffassung soll es sich beim Bardengau um einen Verwaltungsbezirk gehandelt haben. Danach hätte sich der Bardengau in die 6 Gogerichte Ebstorf, Schmarphe oder Munster, Bertensen, Oldenbrügge oder Modestorp, Barskamp und Dahlenburg oder Wibeck aufgeteilt. Auch eine Aufgliederung in die 13 Haupt- und Landgerichte Amelinghausen, Acht Ramelsloh, Pattensen, Neuland, Masch, Bardowick, Artlenburg, Bleckede, Bleckeder Marsch, das Gericht der Bruchdörfer, Land Ülzen, Land Bodenteich und Gericht Suderburg wurde vermutet. Die meisten angeführten Gerichte sollen dabei ebenfalls Gohe gewesen sein, weil im Stammesherzogtum Sachsen ursprünglich alle Gebiete in Gohe eingeteilt gewesen wären.
In der Geschichtswissenschaft besteht jedoch heute Einigkeit, dass Gaue anders als Grafschaften keine Rechts- bzw. Herrschaftsgebiete darstellten. Aus den mittelalterlichen Schriftquellen ist nämlich nur zu entnehmen, dass das Gebiet und seine Bewohner von den fränkischen Annalisten innerhalb Sachsens und unter den Sachsen als eigenständig wahrgenommen wurde. Erstmals wird ein Bardengau zum Jahr 780 erwähnt. Die Reichsannalen vermerken, omnes Bardongavenses et multi de Nordleudi seien in Orhaim getauft worden, das allgemein mit Ohrum identifiziert wird. In den Annales Mettenses ist von einem pagum quod dicitur Bordengavich die Rede. Das nächste Mal wird der Bardengau zum Jahr 785 in den Reichsannalen erwähnt; damals marschierte Karl der Große mit Heeresmacht dort ein und unterbreitete dem flüchtigen Widukind und dessen gener (Schwager oder Schwiegersohn) Abbio den Vorschlag, sich taufen zu lassen und die Kampfhandlungen einzustellen. Im Jahr 795 zog Karl der Große den Annales Petaviani zufolge erneut in den Bardengau (paco Badinc) und lagerte wahlweise an einem Ort Hliuni (Lüneburg?) oder Bardunwih (Bardowick), um sein Heer dort mit dem seines Verbündeten, des abodritischen Samtherrschers Witzan, zu vereinigen. Nachdem dieser beim Überqueren der Elbe von den Sachsen erschlagen worden war, verwüsteten die Franken große Teile des Bardengaues und kehrten unter Mitnahme einer Vielzahl von Geiseln nach Aachen zurück.
Für die Vorstellung des Bardengaus als einheitlicher Gaugrafschaft fehlt es an Belegen. Stattdessen scheinen Liudolfinger, Bardonen und die Vorfahren der späteren Billunger Grafenrechte auf ihren Besitzungen im Bardengau nebeneinander ausgeübt zu haben. Als erster Graf mit Besitzungen im Bardengau wird im Jahr 892 Ekbert († vor 932) fassbar. Dieser wird zu den Vorfahren der Billunger gezählt und erhielt von König Arnolf von Kärnten als Gegenleistung für seine Unterstützung zunächst im Sommer und dann noch einmal im Winter des Jahres 892 insgesamt 66 Königshufen mit jeweils 60 Morgen Ackerland geschenkt, darunter auch Besitz in Wrestedt.
Als Nächstes erscheinen die beiden Brüder Wichmann I. der Ältere (* um 900–944) und Hermann Billung, der Begründer des Geschlechtes der Billunger, als Grafen im Bardengau in den Urkunden und Chroniken. Sie waren wahrscheinlich mit dem Grafen Ekbert verwandt.
Über die Billunger und deren Nachfolger, die Welfen, wurde der Bardengau das Kerngebiet des Herzogtums Lüneburg. Im Jahr 1142 fand die Bezeichnung der Landschaft als Bardengau letztmals Verwendung in einer Urkunde des Bischofs Thietmar von Verden.